# Антипенко, Татьяна Николаевна
Татьяна Николаевна Антипенко (укр. Тетяна Миколаївна Антипенко; род. 24 сентября 1981 года , Угроеды, Сумская область, СССР) урождённая Татьяна Николаевна Завалий (укр. Тетяна Миколаївна Завалій — украинская лыжница, участница 3 Олимпийских игр, призёрка Универсиады. Специализируется в дистанционных гонках.
В Кубке мира Завалий дебютировала в 2004 году, в январе 2006 года первый, и пока последний раз, попала в десятку лучших на этапе Кубка мира, в эстафете. Кроме этого на сегодняшний момент имеет 4 попадания в тридцатку лучших на этапах Кубка мира, все в командных гонках. В личных гонках в Кубке мира Завалий не поднималась выше 40-го места, и очков в общий зачёт не зарабатывала.
На Олимпиаде-2006 в Турине, показала следующие результаты: дуатлон 15 км — 45-е место, командный спринт — 16-е место, 10 км классикой — 27-е место, эстафета — 8-е место.
На Олимпиаде-2010 в Ванкувере, стартовала в трёх гонках: дуатлон 15 км — 31-е место, масс-старт 30 км — 21-е место, эстафета — 13-е место.
Член сборной Украины на зимних Олимпийских играх 2014 года.
За свою карьеру принимала участие в одном чемпионате мира, на чемпионате-2005 в немецком Оберстдорфе стартовала в четырёх гонках, лучший результат — 39-е место в дуатлоне 7,5+7,5 км.
В 2009 году стала призёром Универсиады. Принимала участие в Олимпийских играх в Турине, Ванкувере и Сочи. Лучший результат на ОИ: 8-е место в эстафете.
В общем зачёте Кубка мира 2012—2013 годов набрала 18 очков.
8 февраля 2014 года на олимпиаде на дистанции 7,5 км Татьяна Антипенко финишировала 52-й.
Использует лыжи производства фирмы Fischer, ботинки Rossignol.